# Kwas iduronowy
Kwas L-iduronowy – organiczny związek chemiczny z grupy kwasów uronowych. Jest głównym przedstawicielem tej klasy związków w glikozaminoglikanach: heparynie i siarczanie dermatanu. Produkt utleniania L-idozy.